# Свенсонов турач
Свенсонов турач (лат. Pternistis swainsonii) — вид птиц из семейства фазановых (Phasianidae), обитающих в Африке южнее Сахары. Видовое название дано в честь английского орнитолога Уильяма Свенсона (1789—1855).

## Распространение
Ангола, Ботсвана, Замбия, Зимбабве, Лесото, Малави, Мозамбик, Намибия, Свазиленд и ЮАР.
В Зимбабве эта птица считается деликатесом.